# Bergy
A Bergy (oroszul: Бердь) folyó Oroszországban, Nyugat-Szibéria déli részén, a Felső-Ob jobb oldali mellékfolyója.

## Földrajz
Hossza: 363 km, (a Novoszibirszki víztározó megépítése előtt 416 km); vízgyűjtő területe: 8740 (8650) km², évi közepes vízhozama: 38, 4 m³/s (Iszkityimnél 45,8 m³/s). 
A Szalair hegyvonulat nyugati lejtőjén, az Altaji határterület és a Kemerovói terület határán, 450 m tengerszint feletti magasságban ered. Nagyobb részt a Novoszibirszki területen, széles és kanyargós völgyben folyik nyugat, északnyugat felé. Eredetileg Berdszknél az Ob folyóba torkollt, de a Novoszibirszki-víztározó megépítésével alsó 40–50 km-es szakasza annak széles öblévé változott. Novembertől április közepéig befagy. 
Nagyobb mellékfolyói nincsenek. Városok a folyó partján: Iszkityim (lakossága közel 60 000 fő) és Berdszk (lakossága közel 100 000 fő).